# Дубинский, Юлий Андреевич
Юлий Андреевич Дубинский (род. 1938) — советский и российский учёный, доктор физико-математических наук, профессор; Заслуженный профессор МЭИ, член Национального комитета российских математиков.
Автор более ста восьмидесяти научных работ, трёх монографий, учебника и десяти учебных пособий.

## Биография
Родился 1 июня 1938 года в Москве в родильном доме Грауэрмана на Арбате. Отец — учитель математики, мать — учительница немецкого языка.
В 1940 году родители переехали учительствовать в Дмитровский район Подмосковья. Среднюю школу окончил в городе Лобня. В 1955 году поступил на Механико-математический факультет Московского государственного университета. В числе его университетских учителей были знаменитые математики — Иван Георгиевич Петровский, Андрей Николаевич Колмогоров, Сергей Львович Соболев, Ольга Арсеньевна Олейник.
Закончив МГУ в 1960 году, поступил на работу в Московский энергетический институт, где в то время работали выдающиеся математики Марк Иосифович Вишик и Алексей Федорович Леонтьев. Здесь в 1965 году под руководством профессора М.И. Вишика защитил кандидатскую диссертацию. Докторскую диссертацию защитил в 1969 году. 
В 1987 году в МЭИ на базе кафедры «Прикладной математики» была образована кафедра «Математического моделирования», первым её заведующим был избран профессор Юлий Андреевич Дубинский и возглавлял кафедру до 2003 года. Под руководством Ю.А. Дубинского в 2000 году был создан диссертационный совет по математике  по специальности «Дифференциальные уравнения». За время работы в МЭИ он подготовил 19 кандидатов наук, шесть из которых защитили докторские диссертации.
В настоящее время работает профессором Института автоматики и вычислительной техники кафедры «Математического моделирования» МЭИ. Руководит аспирантами, читает лекции, является членом диссертационного совета Московского энергетического института, членом экспертного совета по математике и механике ВАК РФ  и членом редколлегии журнала «Вестник МЭИ».
За большой трудовой вклад и плодотворную многолетнюю научно-педагогическую деятельность был удостоен в 2006 году премии МЭИ «Почет и признание». Удостоен почетного звания «Заслуженный деятель науки Российской Федерации». В 1986 году был награжден медалью «За трудовую доблесть».